# Droit de l'urbanisme en France

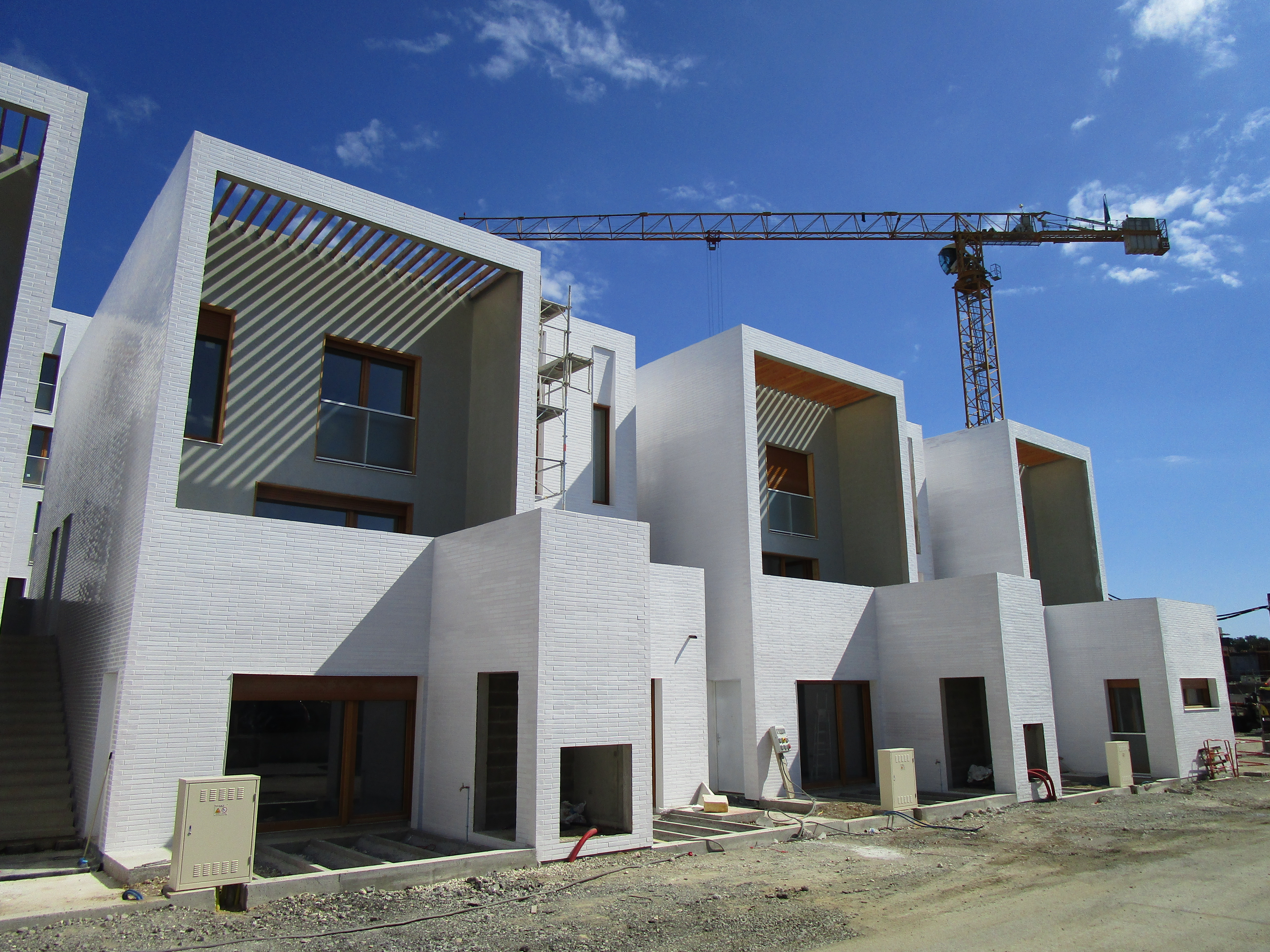
Constructions du quartier Monconseil à Tours.

Le droit de l'urbanisme est un ensemble de règles et d'institutions établies en France en vue d'obtenir un aménagement de l'espace conforme aux objectifs d'aménagement des collectivités publiques (H. Jacquot, Droit de l'urbanisme, Dalloz, 1989). Le droit de l'urbanisme en France ne concerne donc pas seulement la ville mais aussi le territoire sur lequel elle a une influence effective. Le droit de l'urbanisme ne suffit à définir l'urbanisme qui est une notion beaucoup plus large non seulement de l'histoire des villes mais aussi de leurs conceptions et de leurs gestions. En cela l'urbanisme est politique au sens étymologique du terme, politique ayant pour racine grecque polis, la Cité au sens institutionnel. Le droit de l'urbanisme n'est pas le seul droit qui régit l'urbanisme.
Branche du droit public français, ses règles fondamentales sont  rassemblées dans le Code de l'urbanisme. Toutefois, droit décentralisé par excellence, l'essentiel des règles d'urbanisme sont fixées au niveau local via notamment  les plans locaux d'urbanisme. Ayant pour caractéristique d'organiser l'occupation des sols, il touche à plusieurs droits connexes, et notamment aux :
- normes de construction ou d'habitation (NF, ISO,  DTU) ;
- normes de la santé publique, règlement sanitaire départemental type ;
- droit de l'environnement ;
- droit de la construction et de l'habitation ;
- droit du patrimoine ;
- droit du domaine public de l'État ;
- droit des collectivités territoriales ;
- droit des transports ;
- droit fiscal...

Le droit de l'urbanisme ne doit cependant pas être confondu avec les  règles du droit civil relatives à la construction et qui forment le droit de la construction.

## Définition juridique de l'urbanisme
L'objet de l'urbanisme est très vaste, et serait pratiquement sans limite, à en croire le Code de l'urbanisme, en son article L.101-1. En effet, ce texte ressemble davantage à une déclaration de droits, qu'à une règle de droit positif : 

« Le territoire français est le patrimoine commun de la nation. 
Les collectivités publiques en sont les gestionnaires et les garantes dans le cadre de leurs compétences. 
En vue de la réalisation des objectifs définis à l'article L. 101-2, elles harmonisent leurs prévisions et leurs décisions d'utilisation de l'espace dans le respect réciproque de leur autonomie. »

Le conseil d'État, dans son avis du 17 janvier 1997, définit un document d'urbanisme comme un document (critère matériel : carte, plans, schéma...) élaboré à l'initiative d'une collectivité publique (critère organique), ayant pour objet principal de déterminer les prévisions et les règles touchant à l'utilisation des sols (CE, 27 février 2004 : critère objet) et opposable à tous (critère de portée juridique).
Le droit joue donc un rôle capital dans cette activité, notamment en matière :
- de planification des prévisions ;
- d'urbanisme opérationnel ;
- et d'autorisations d'urbanisme.

## Histoire

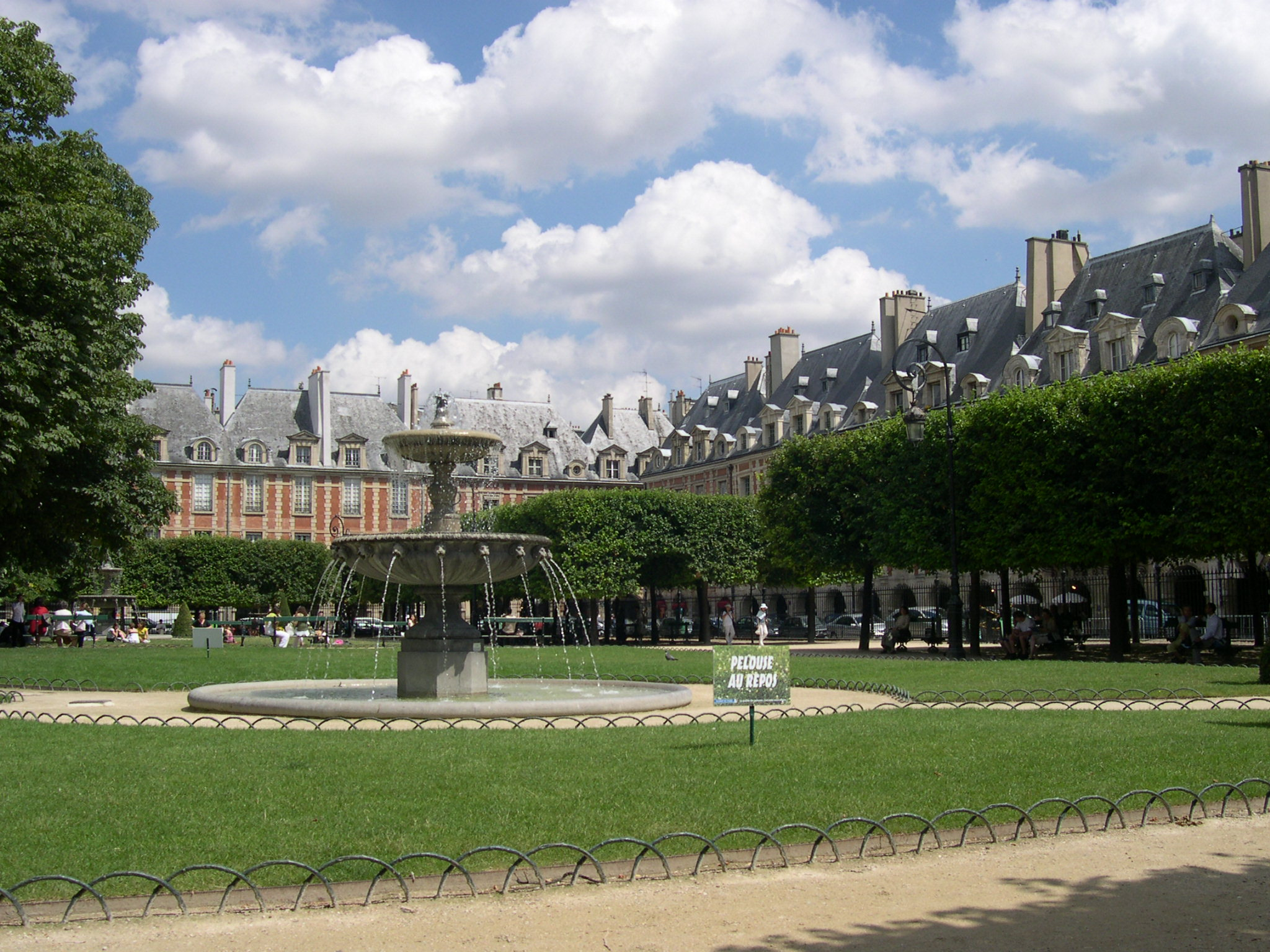
L'urbanisation très institutionnelle de la Place des Vosges, à Paris

L'histoire de l'urbanisme et du droit qui s'y rattache est d'abord lié à la ville et à sa nature même.
Les réflexions sur l'urbanisme sont fort anciennes. Il n'est qu'à lire Aristote, Platon ou Vitruve pour s'en persuader. Mais le droit de l'urbanisme resta longtemps limité à des prescriptions de police administrative imposées par les autorités locales aux propriétés privées. Il ne s'inscrivit dans la perspective contemporaine de planification et d'aménagement qu'après la Première et la Seconde Guerre mondiale, alors que la reconstruction d'un paysage dévasté et l'explosion urbaine imposaient une réfection globale.
Les premières règles d'urbanisme applicables sur l'ensemble du territoire national sont celles relatives aux lotissements, issues des lois du 14 mars 1919 et du 19 juillet 1924, soumettant à autorisation administrative la création de terrains destinés à être bâtis, afin de garantir aux acquéreurs de lots que leurs terrains seraient convenablement viabilisés (adduction d'eau, réalisation des réseaux d'égouts, alimentation électrique, création de chaussées pavées ou revêtues).
La même loi du 14 mars 1919 crée dans les grandes villes et pour l'ensemble des communes du département de la Seine les plans d'aménagement, d'embellissement et d'extension, ancêtres des documents d'urbanisme, c'est-à-dire des dossiers concernant l'aménagement global des communes qui en étaient pourvues.
Par l'acte dit Loi du 15 juin 1943, le régime de Vichy généralisera le permis de construire, qui ne s'appliquait antérieurement que dans certaines villes aux termes de la loi du 14 mars 1919 (secteurs concernés par des projets d'aménagement et d'embellissement). Cette réglementation sera maintenue après la Libération.
Compte tenu des destructions de la Guerre, de l'exode rural, de l'accueil de populations étrangères ou rapatriées, les besoins de construction sont énormes après guerre. Le décret N°58-1464 du 31 décembre 1958 créa les ZUP, afin de permettre la construction des grands ensembles qui allaient permettre de sortir de la crise endémique du logement que l'on connaissait alors.
La loi d'orientation foncière de 1967 contribuera à séparer les règles du droit de l'urbanisme, qui sont contrôlées par le permis de construire et les autres autorisations d'urbanisme, des règles de construction, qui doivent être respectée par les constructeurs sous peine de sanctions pénales, mais ne sont pas incluses dans les problématiques des autorisations d'urbanisme. Par ailleurs, cette loi modernise les documents de planification urbaine, qui sont alors constitués, au niveau d'une agglomération, par les schémas directeurs, et, au niveau de la commune, par les plans d'occupation des sols. 
La Loi N°75-1328 du 31 décembre 1975 donnera aux collectivités des outils d'intervention foncière en leur accordant un droit de préemption, celui des Zones d'intervention foncière (ZIF), ancêtres du Droit de préemption urbain.
L'Ordonnance du 8 décembre 2005 et le décret d'application du 5 janvier 2007 modifient profondément le champ d'application et, surtout, la procédure de délivrance des autorisations d'urbanisme (permis de construire, permis d'aménager, déclaration préalable, permis de démolir), dans une démarche présentée comme simplifiant le droit antérieur. Cette réforme s'applique depuis le 1er octobre 2007. En septembre 2013, une réforme est en cours via le projet de loi pour l'accès au logement et un urbanisme rénové.

## Droit positif

### Droit de la planification des prévisions

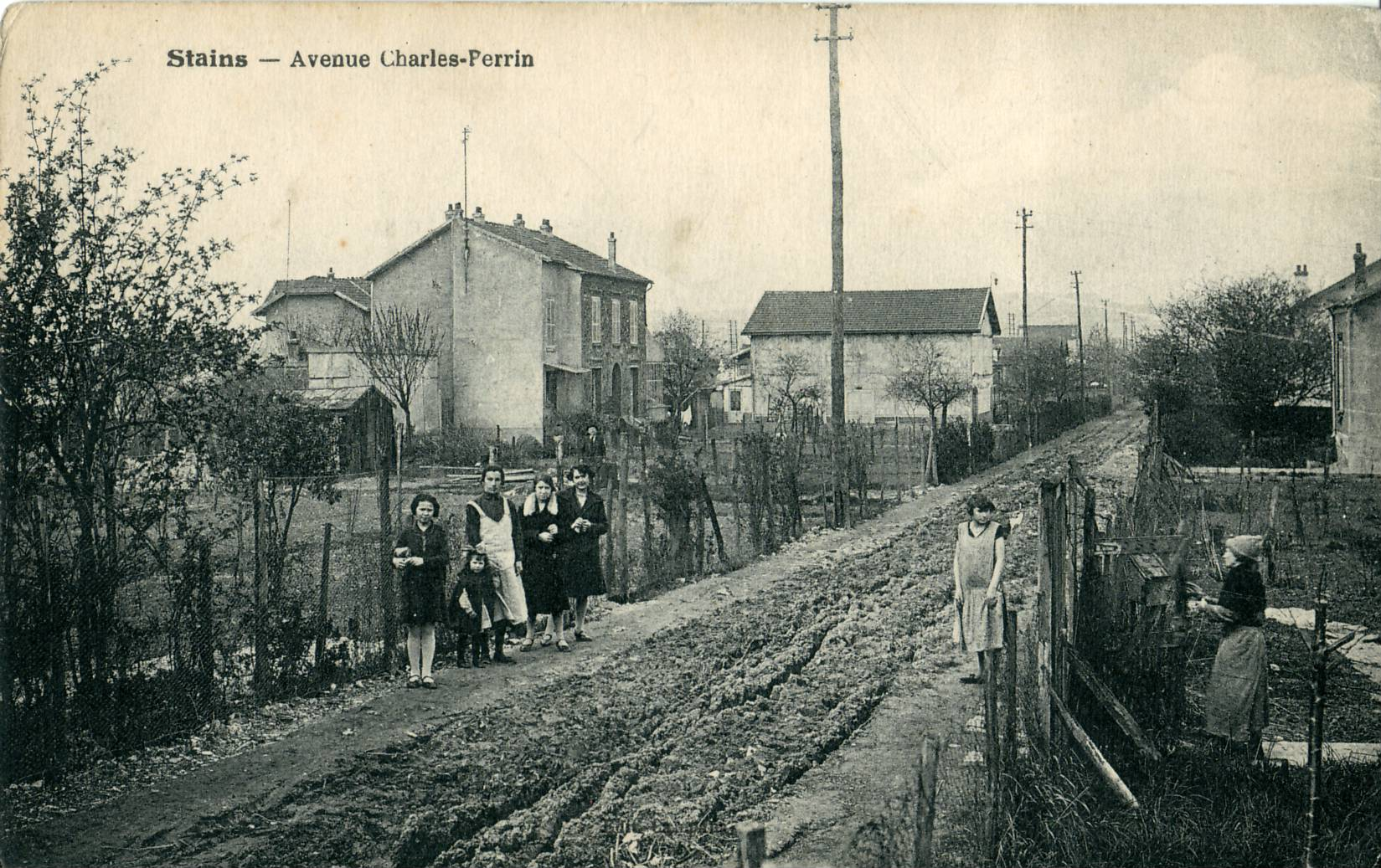
Un lotissement défectueux sur la commune de Stains au début du XXe siècle. La rue n'est qu'un chemin boueux, comme aujourd'hui dans de nombreux bidonvilles

La compétence d'harmonisation des prévisions d'urbanisme appartient conjointement aux communes et aux EPCI (Établissements publics de coopération intercommunale), ainsi qu'à l'État,
sous le contrôle duquel ces autorités locales élaborent et mettent en œuvre les documents de planification urbaine, dénommés aussi « documents d'urbanisme ». 
L'ensemble des documents de planification doivent respecter les prescriptions générales définies à l'article L. 121-1 du Code de l'urbanisme, qui leur imposent de déterminer les conditions permettant d'assurer : 
1. L'équilibre entre le renouvellement urbain, un développement urbain maîtrisé, le développement de l'espace rural, d'une part, et la préservation des espaces affectés aux activités agricoles et forestières et la protection des espaces naturels et des paysages, d'autre part, en respectant les objectifs du développement durable ;
2. La diversité des fonctions urbaines et la mixité sociale dans l'habitat urbain et dans l'habitat rural, en prévoyant des capacités de construction et de réhabilitation suffisantes pour la satisfaction, sans discrimination, des besoins présents et futurs en matière d'habitat, d'activités économiques, notamment commerciales, d'activités sportives ou culturelles et d'intérêt général ainsi que d'équipements publics, en tenant compte en particulier de l'équilibre entre emploi et habitat ainsi que des moyens de transport et de la gestion des eaux ;
3. Une utilisation économe et équilibrée des espaces naturels, urbains, périurbains et ruraux, la maîtrise des besoins de déplacement et de la circulation automobile, la préservation de la qualité de l'air, de l'eau, du sol et du sous-sol, des écosystèmes, des espaces verts, des milieux, sites et paysages naturels ou urbains, la réduction des nuisances sonores, la sauvegarde des ensembles urbains remarquables et du Patrimoine bâti, la prévention des risques naturels prévisibles, des risques technologiques, des pollutions et des nuisances de toute nature.

#### Principaux documents d'urbanisme, ou documents de planification urbaine

##### Pour la planification stratégique et prospective

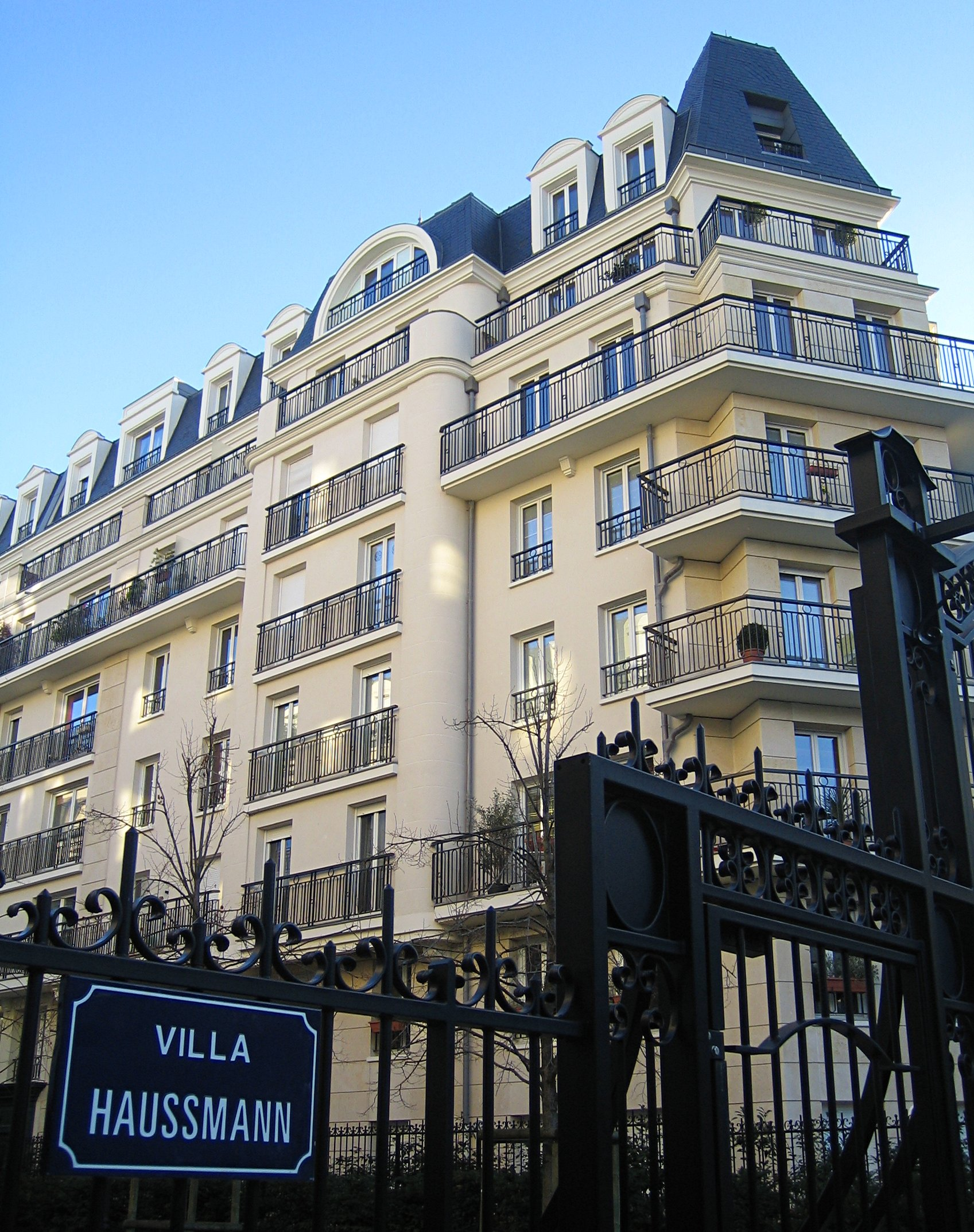
Construction néo-haussmanienne, à Issy-les-Moulineaux.

Les schémas de cohérence territoriale (SCOT), qui ont remplacé depuis la loi SRU les schémas directeurs, sont les principaux outils de planification stratégique ou prospective, à l'échelle de l'agglomération, du bassin de vie. 

Ils y fixent 

« les orientations générales de l'organisation de l'espace et de la restructuration des espaces urbanisés et déterminent les grands équilibres entre les espaces urbains et à urbaniser et les espaces naturels et agricoles ou forestiers et définissent notamment les objectifs relatifs à l'équilibre social de l'habitat et à la construction de logements sociaux, à l'équilibre entre l'urbanisation et la création de dessertes en transports collectifs, à l'équipement commercial et artisanal, aux localisations préférentielles des commerces, à la protection des paysages, à la mise en valeur des entrées de ville et à la prévention des risques, les espaces et sites naturels, agricoles ou urbains à protéger »

— 
D'autres réglementations doivent néanmoins être rappelées, qui s'appliquent dans des zones géographiques particulières, telles que la Loi montagne ou la Loi littoral, ainsi que le SDRIF, spécifique à l'Île-de-France, qui ont valeur de directive territoriale d'aménagement. Ces règles s'imposent aux SCOT.
À l'inverse, certains documents de planification sectoriels doivent être compatibles avec les SCOT. Citons par exemple, pour les problématiques d'habitat et de logement le Programme local de l'habitat (PLH), ou, pour celles liées aux transports et déplacements, le Plan de déplacements urbains (PDU)

##### Pour la réglementation urbaine

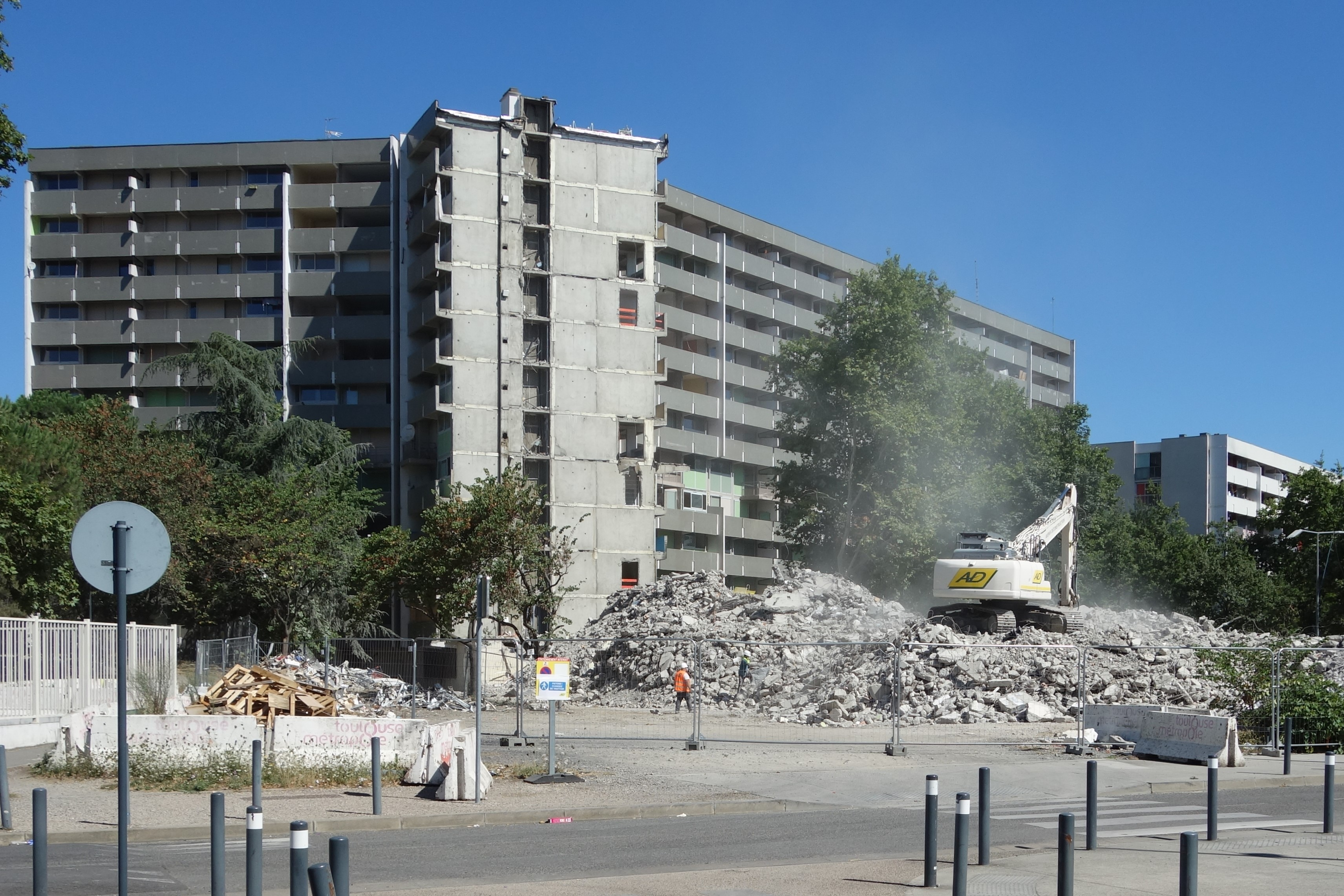
Démolition à la Reynerie, Toulouse.

Les principaux documents d'urbanisme sont :
- les plans locaux d'urbanisme (PLU), qui ont  remplacé depuis la loi n°2000-1208 du 13 décembre 2000 relative à la Solidarité et au Renouvellement Urbains (dite loi SRU) les plans d'occupation des sols (POS).
Le PLU détermine les orientations générales d'aménagement et d'urbanisme retenues pour l'ensemble de la commune et fixe les règles générales et les servitudes d'utilisation des sols permettant d'atteindre les objectifs mentionnés à l'article L. 121-1, qui peuvent notamment comporter l'interdiction de construire, délimitent les zones urbaines ou à urbaniser et les zones naturelles ou agricoles et forestières à protéger et définissent, en fonction des circonstances locales, les règles concernant l'implantation des constructions[9].
D'autres documents d'urbanisme peuvent exister pour répondre à certaines problématiques spécifiques. On peut ainsi rappeler le plan de sauvegarde et de mise en valeur (PSMV) des secteurs sauvegardés ou la Zone de protection du patrimoine architectural, urbain et paysager (ZPPAUP), qui protègent tous deux le patrimoine, ou le schéma de mise en valeur de la mer.
- les cartes communales, qui sont principalement adaptées aux villages et bourgs à faible dynamisme en termes de construction ou d'enjeux environnementaux. Elles se contentent de délimiter les secteurs où les constructions sont autorisées et les secteurs où les constructions ne sont pas admises[10].

L'approbation  d'un POS ou un PLU ou, dans une moindre mesure, d'une carte communale, permet au Maire, agissant au nom de la Commune, de délivrer les autorisations d'urbanisme sur son territoire.
En l'absence de Plan local d'urbanisme ou de document en tenant lieu, les permis de construire et autres autorisations d'occupation du sol sont délivrés sur la base du Règlement national d'urbanisme, avec application  de la règle de constructibilité limitée, qui interdit normalement de construire hors des zones actuellement urbanisées, afin de limiter le mitage de l'espace rural.

### Droit de l'urbanisme opérationnel

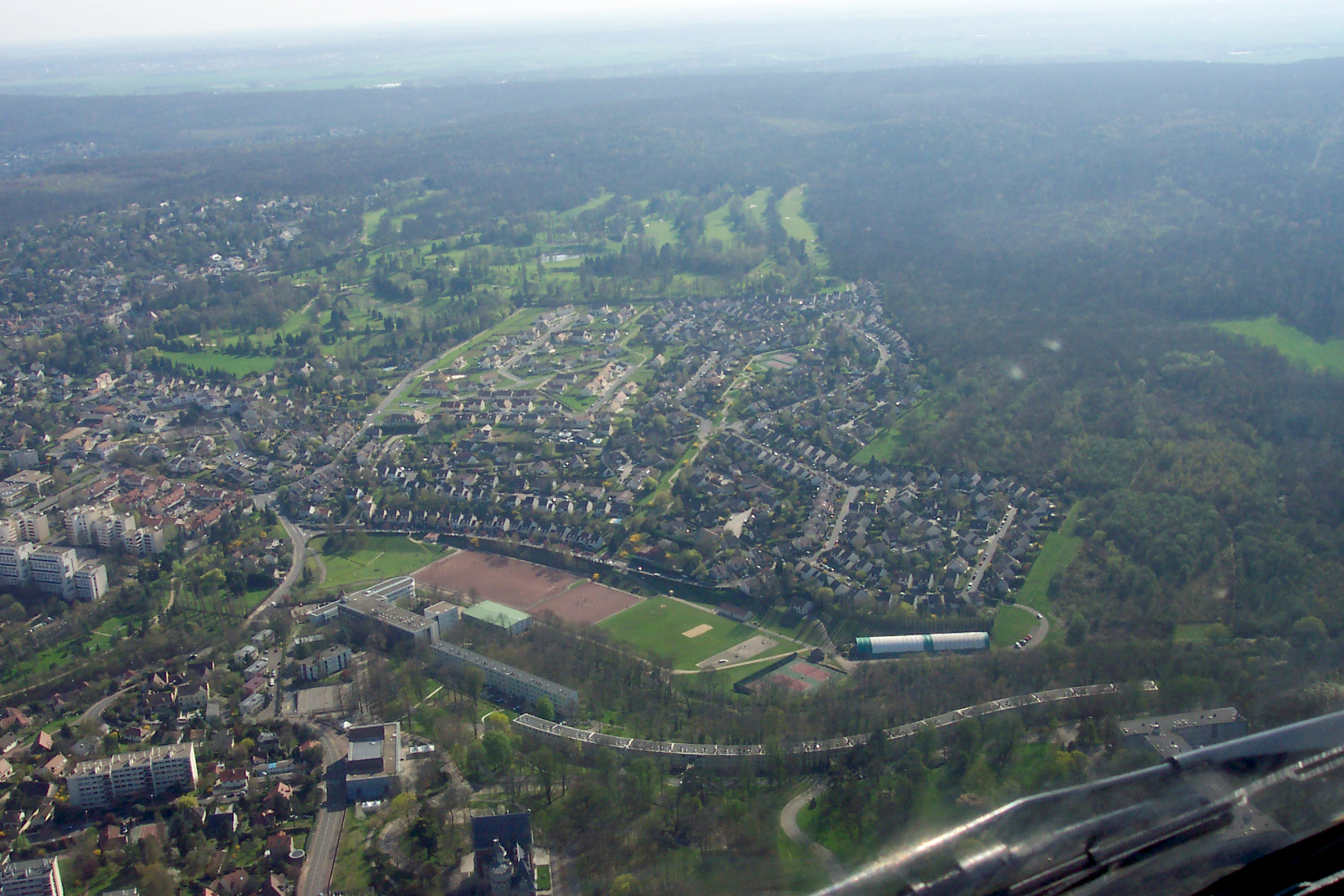
Habitat pavillonnaire, à Fourqueux.

Les pouvoirs publics ne se sont pas limités en matière d'urbanisme à un encadrement passif des interventions des constructeurs et équipementiers. Ils ont aussi pratiqué l'urbanisme opérationnel, c’est-à-dire la stimulation des interventions privées ou la pratique par eux-mêmes des interventions publiques. De telles opérations d'urbanisme ont visé, soit à créer du tissu urbain neuf, soit à rénover le tissu urbain dégradé (rénovation, réhabilitation).
Pour ce faire les opérateurs privés ou publics ont principalement utilisé 
- soit le cadre juridique des Zones d'aménagement concerté (ZAC), tenues de respecter les plans d'agglomération et de prolonger leur action de planification,
- soit celui des Lotissements, tenus de respecter les plans communaux.

Il faut observer que, dans le cadre même de ces opérations, la réglementation de l'urbanisme est toujours restée présente et s'exprime par les plans d'aménagement de zone (PAZ), ou les règlements de lotissements.(cf. Planification urbaine en France)

### Droit des autorisations d'urbanisme
Des autorisations d'urbanisme sont généralement nécessaires pour construire ou aménager telles que : 
- déclaration préalable
- permis de construire
- permis d'aménager (remplaçant en partie le permis de lotir)

Elles sont délivrées par le maire au nom de sa commune si celle-ci possède un document d'urbanisme (POS, PLU, carte communale), au nom de l'État sinon. Dans le premier cas, l'autorisation devra être en conformité avec le document d'urbanisme de la commune, dans le second, avec les dispositions du Règlement national d'urbanisme (RNU) contenues dans le code de l'urbanisme.
Le régime des autorisations d'urbanisme français a été fortement remanié par une ordonnance en date du 8 décembre 2005 entrée en vigueur le 1er octobre 2007.

#### Fiscalité de l'urbanisme
Compte tenu du coût pour la collectivité des opérations d'aménagement et de construction (création de voiries et de réseaux permettant la viabilisation des terrains, création d'équipements engendrés par la présence de nouveaux habitants ou d'entreprises) ainsi que des plus values apportées aux propriétés par la réalisation de ces investissements publics, les autorisations d'urbanisme sont généralement assujetties à une fiscalité particulière, telles que la Taxe locale d'équipement (TLE), remplacée, à partir du 1er mars 2012, par la taxe d'aménagement (TA), ou la Participation pour voirie et réseaux (PVR). Les participations pour voirie et réseau ne peuvent plus être mises en œuvre depuis le 1er janvier 2015 et ont été remplacées par la Participation Financière à l'Assainissement Collectif (PFAC) qui ne relève plus du régime des taxes et participations d'urbanisme. Toutefois, les participations pour voirie et réseaux adoptées avant le 1er janvier 2015, continuent de produire leurs effets.
Une taxe d'aménagement majorée (TAM) peut être mise en œuvre dans un périmètre d'opération défini afin de financer l'équipement et la desserte d'une zone de projet.
Ces taxes, qui sont liées à l'opération de construction et qui figurent généralement dans le permis de construire, sont indépendantes des impôts locaux, tels que la taxe foncière

### Action foncière

#### Droits de préemption

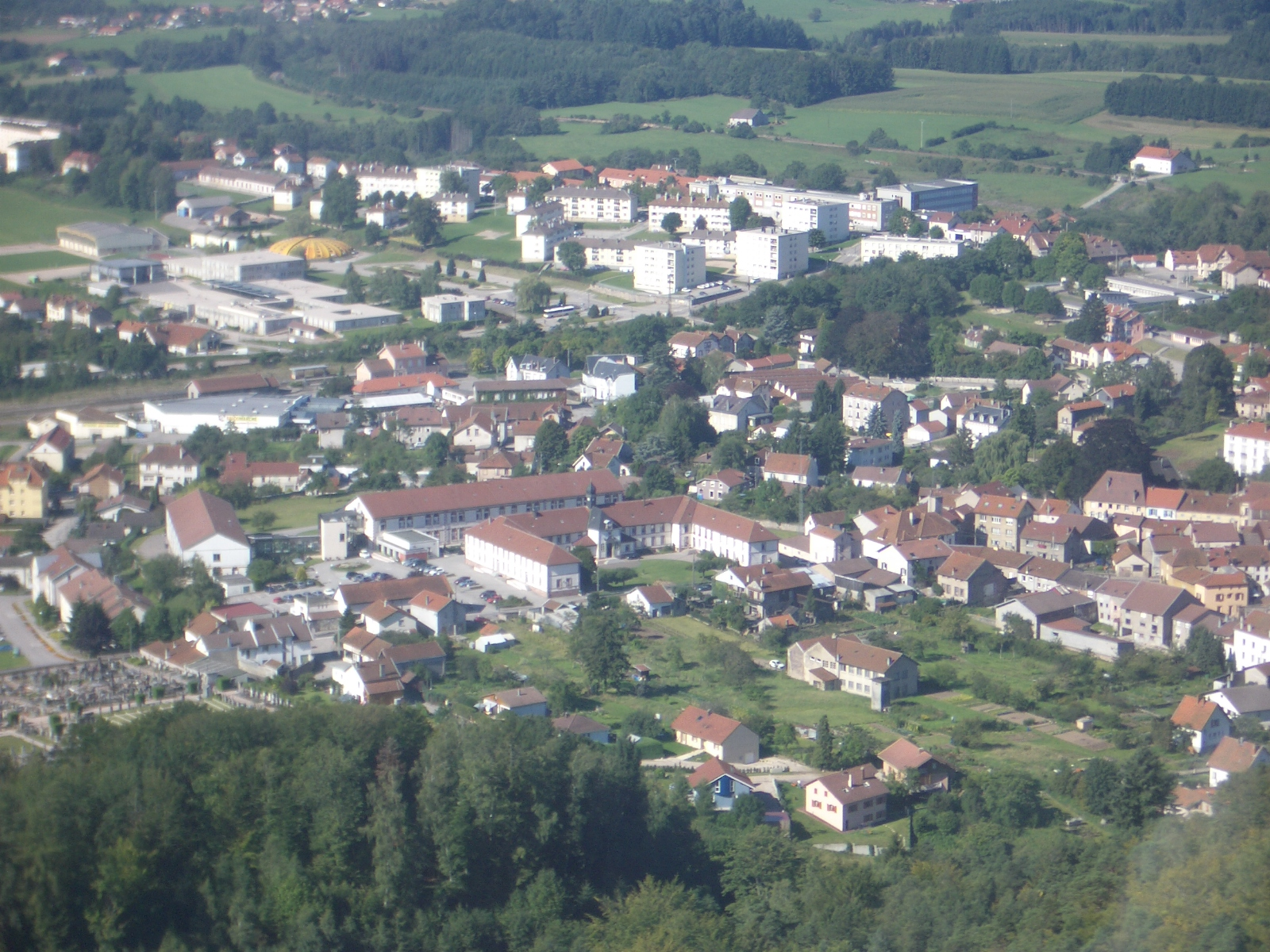
Urbanisation peu structurée, à Bruyères.

Une collectivité peut disposer d'un droit de préemption, c'est-à-dire un droit de priorité lui permettant d'évincer l'acheteur d'un bien immobilier mis en vente. Ce droit peut s'accompagner du droit de contester le prix de vente initialement envisagé.
Ce droit de préemption peut-être celui du Droit de préemption urbain, de la Zone d'aménagement différé,des Espaces naturels sensibles ou des baux commerciaux.

#### Droit de délaissement
En contrepartie de servitudes imposées à un propriétaire immobilier, celui-ci peut, dans certains cas, exiger de la collectivité l'achat de son bien. Il s'agit du Droit de délaissement prévu notamment dans le cadre de la règlementation des ZAC, des emplacements réservés, du sursis à statuer...

#### Expropriation pour cause d'utilité publique
Lorsque la réalisation d'un projet d'intérêt général nécessite l'acquisition de terrains qui n'ont pu être acquis à l'amiable ou par voie de préemption, l'État peut exproprier ces terrains au profit de la collectivité, de l'aménageur ou du maître d'ouvrage de ce projet.

### Droit pénalde l'urbanisme
Le droit pénal de l'urbanisme est illustré par de nombreux contentieux, qui sont jugées devant les juridictions répressives de l'ordre judiciaire. Il s'agit principalement de constructions édifiées sans autorisation ou sans respecter leurs dispositions.

### Contentieux des documents et autorisations d'urbanisme
Les citoyens intéressés peuvent contester la légalité des documents et des autorisations d'urbanisme par la voie dite du Contentieux de l'excès de pouvoir.
Ils peuvent également contester la légalité d'une autorisation d'urbanisme en estimant que le document d'urbanisme qui la justifie est lui-même illégal :  il s'agit de l'exception d'illégalité.
Ces contentieux sont indépendants de ceux issus du droit civil, tels que les procès relatifs aux servitudes ou au troubles de voisinage.